# Останино (станция)
Останино (укр. Останіне, до 1952 года Ойсул, 1952—1985 год Астанино) — железнодорожная станция в Крыму. Названа по одноимённому селу, в котором и расположена.

## История
Разъезд Ойсул на железнодорожной лини Владиславовка — Керчь открыли в 1900 году. По Статистическому справочнику Таврической губернии. Ч.II-я. Статистический очерк, выпуск пятый Феодосийский уезд, 1915 год, на разъезде Ойсул Петровской волости Феодосийского уезда числилось 3 двора (1 двор с землёй, 2 — безземельные) с населением в количестве 19 человек «посторонних» жителей, из которых 10 мужчин и 9 женщин. Жители владели 2 десятинами удобной земли. В хозяйствах имелись 1 лошадь, 4 коровы и 3 головы овец, свиней, или коз. 18 марта 1919 года на станции были расстреляны 18 большевиков, среди которых был Николай Дёмышев. В 1924 году — уже станция Ойсул. На карте 1941 года на станции указано 10 дворов
В 1952 году станция была переименована в Астанино, в 1985 году — в Останино.
На станции останавливаются 2 пары пригородных поездов сообщением Джанкой — Керчь. Грузовые операции не предусмотрены.